# Peißenberg
Peißenberg település Németországban, azon belül Bajorországban. Lakosainak száma 12 881 fő (2023. december 31.). Peißenberg Wessobrunn és Polling községekkel határos.

## Népesség
A település népessége az elmúlt években az alábbi módon változott:
| Lakosok száma | 873  | 8307 | 10 045 | 10 675 | 12 315 | 12 459 | 12 571 | 12 596 | 12 674 | 12 881 |
|               | 1875 | 1950 | 1975   | 1987   | 2012   | 2014   | 2016   | 2017   | 2021   | 2023   |

Pollingtól délnyugatra fekvő falu.

## Leírása
Több templommal rendelkező kisváros, egykori bányász falucska.

## Nevezetességek
- Bányászati múzeum (Bergwerksmuseum)

A múzeumlátogatás részeként megtekinthető egy régi bányászati alagút is.

### Templomok
- Búcsújáró templom

Búcsújáró temploma (Wallfahrtskirche Maria Aich) rokokó stílusban épült 1732-1734 között, terveit Johann Schmuzer készítette, freskóit pedig Matthias Günther. A templom vörösmárvány oltárán a 16. század elejéről való jellegzetes bajor madonna áll a holdsarlón.
- Szent György kápolna

Szent György kápolna (Kapelle St. Georg) 1400 körül épült. Fennmaradtak a templomban a 18 festményből kirakott fríz a sárkányölő lovag történetéről, valamint az oltárba beillesztett késő gótikus alakos faragványok is.

## Galéria

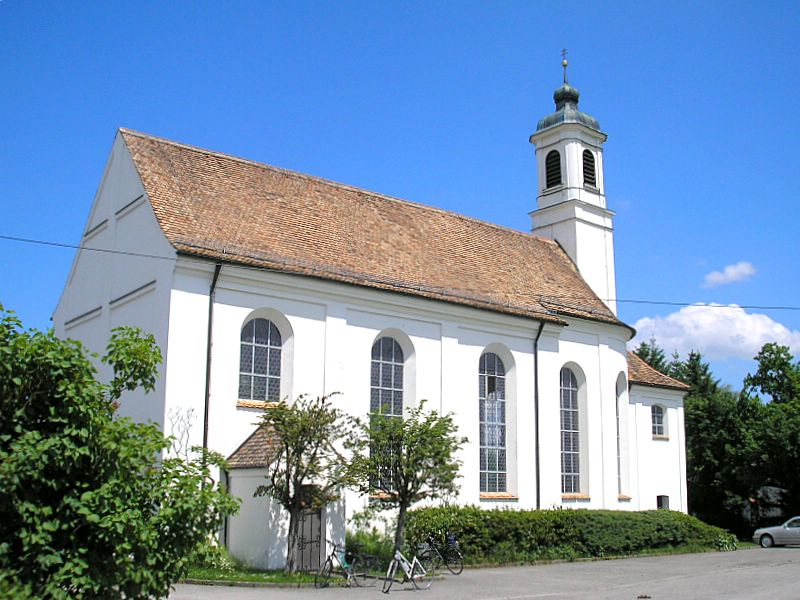
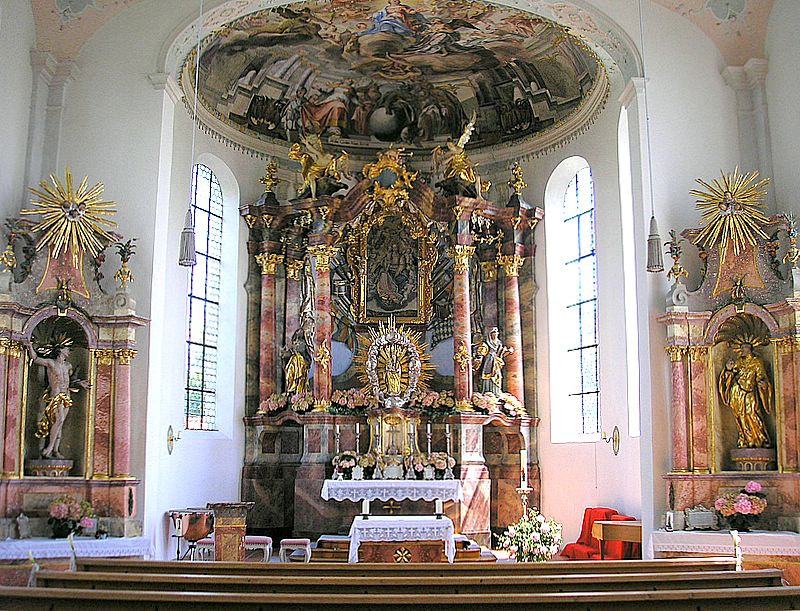
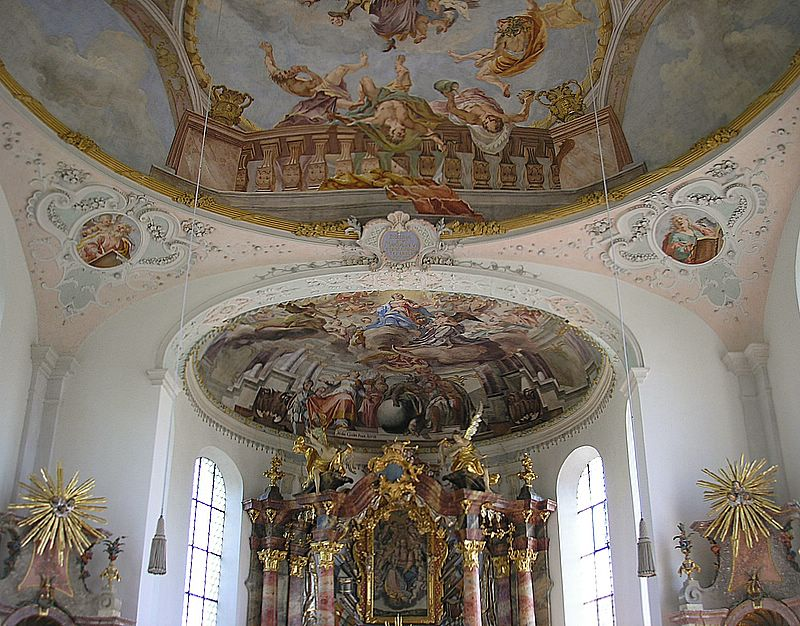
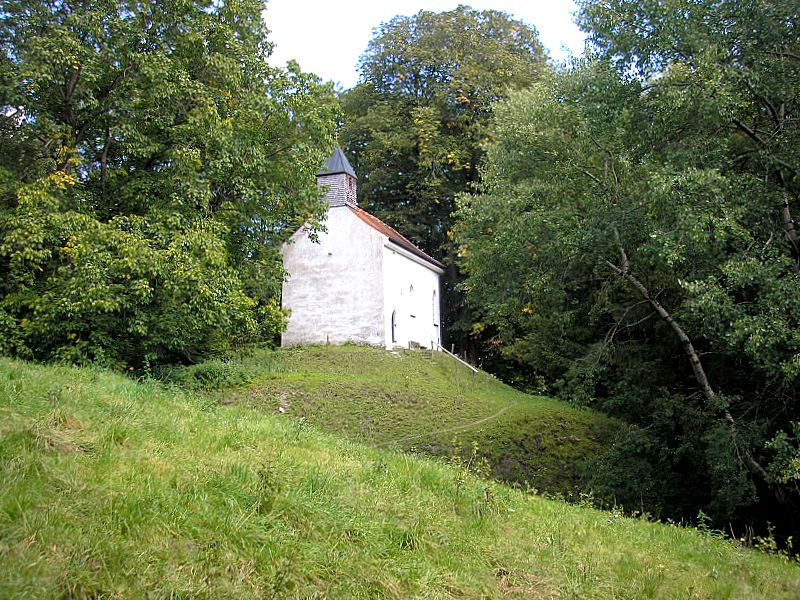
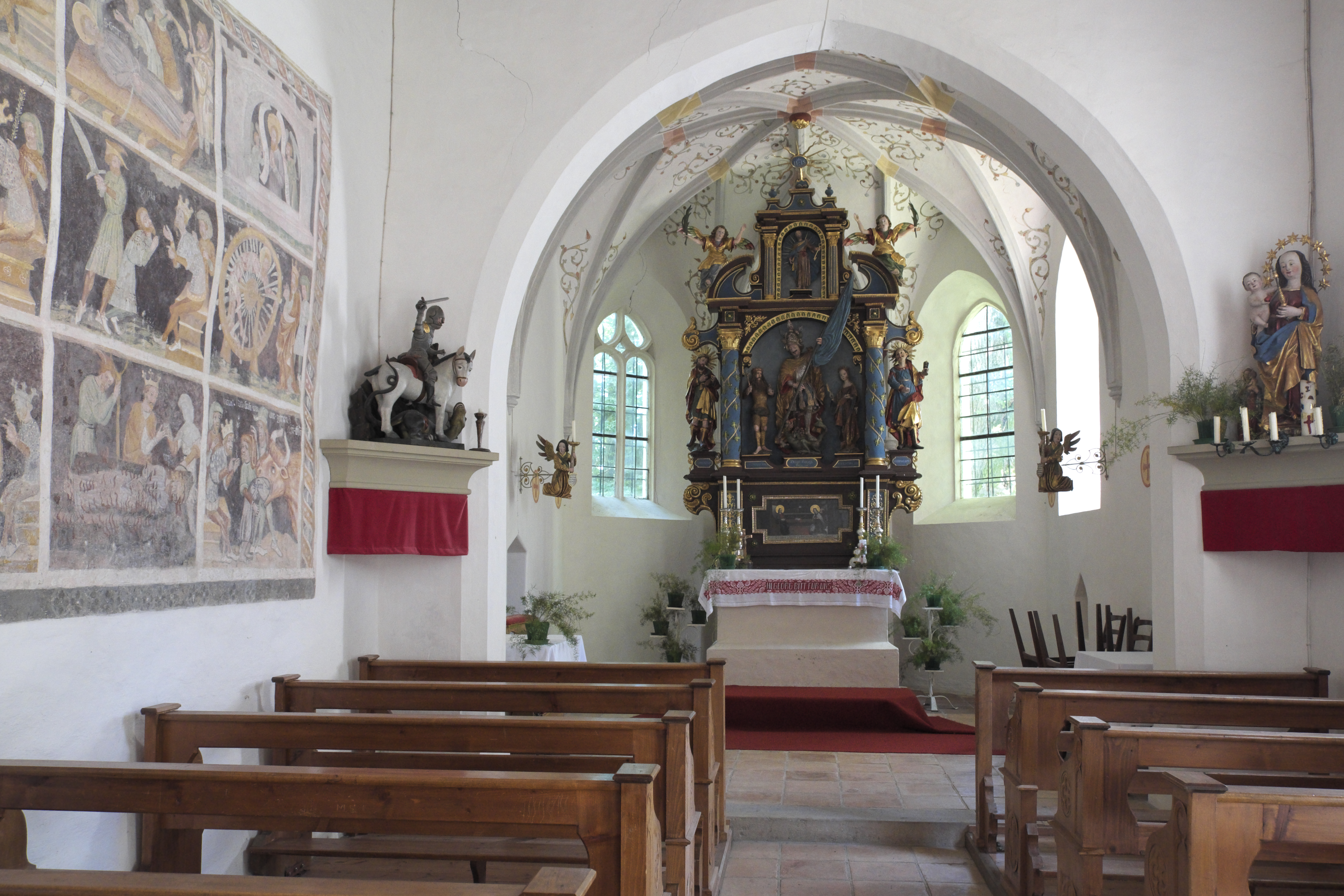
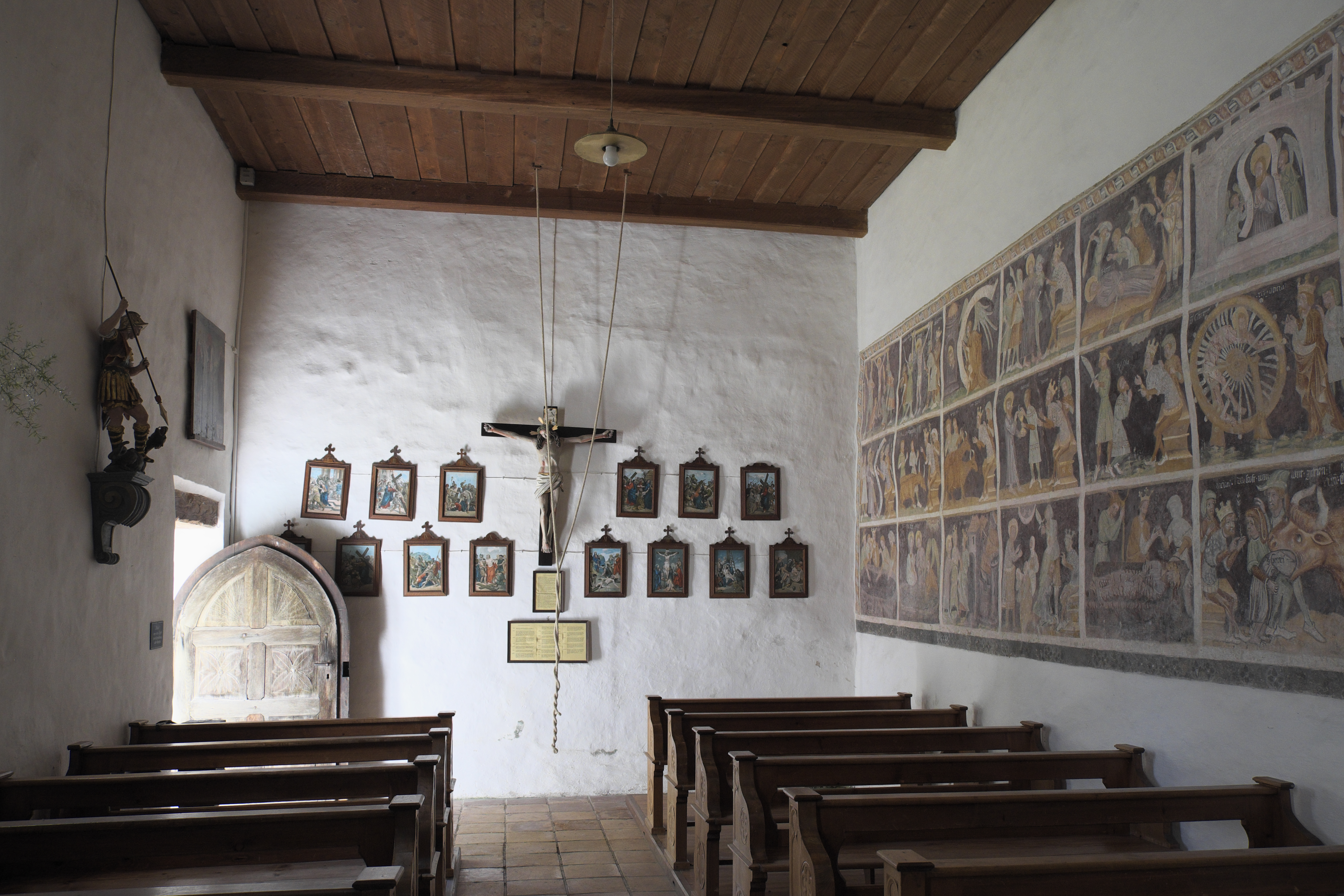
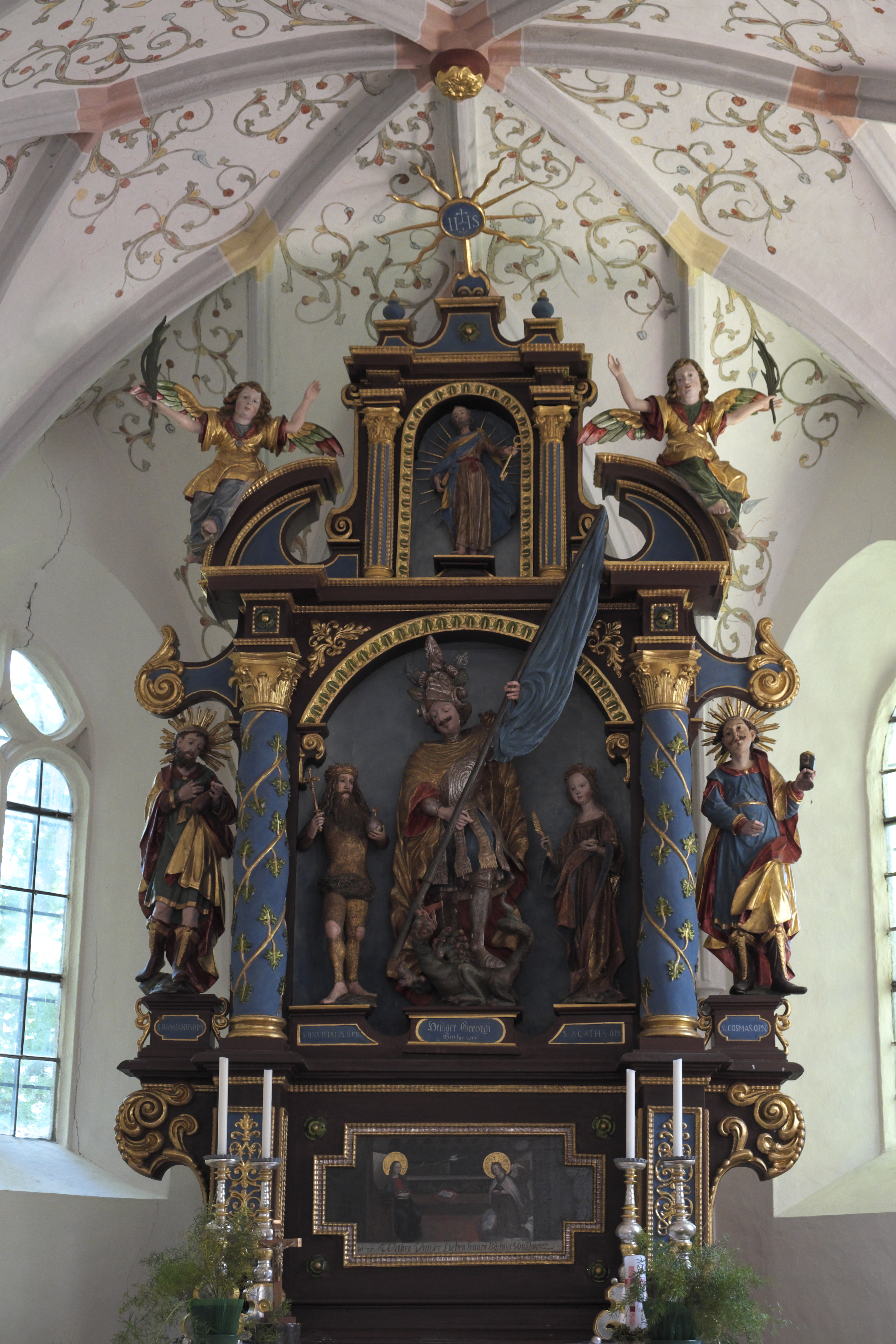
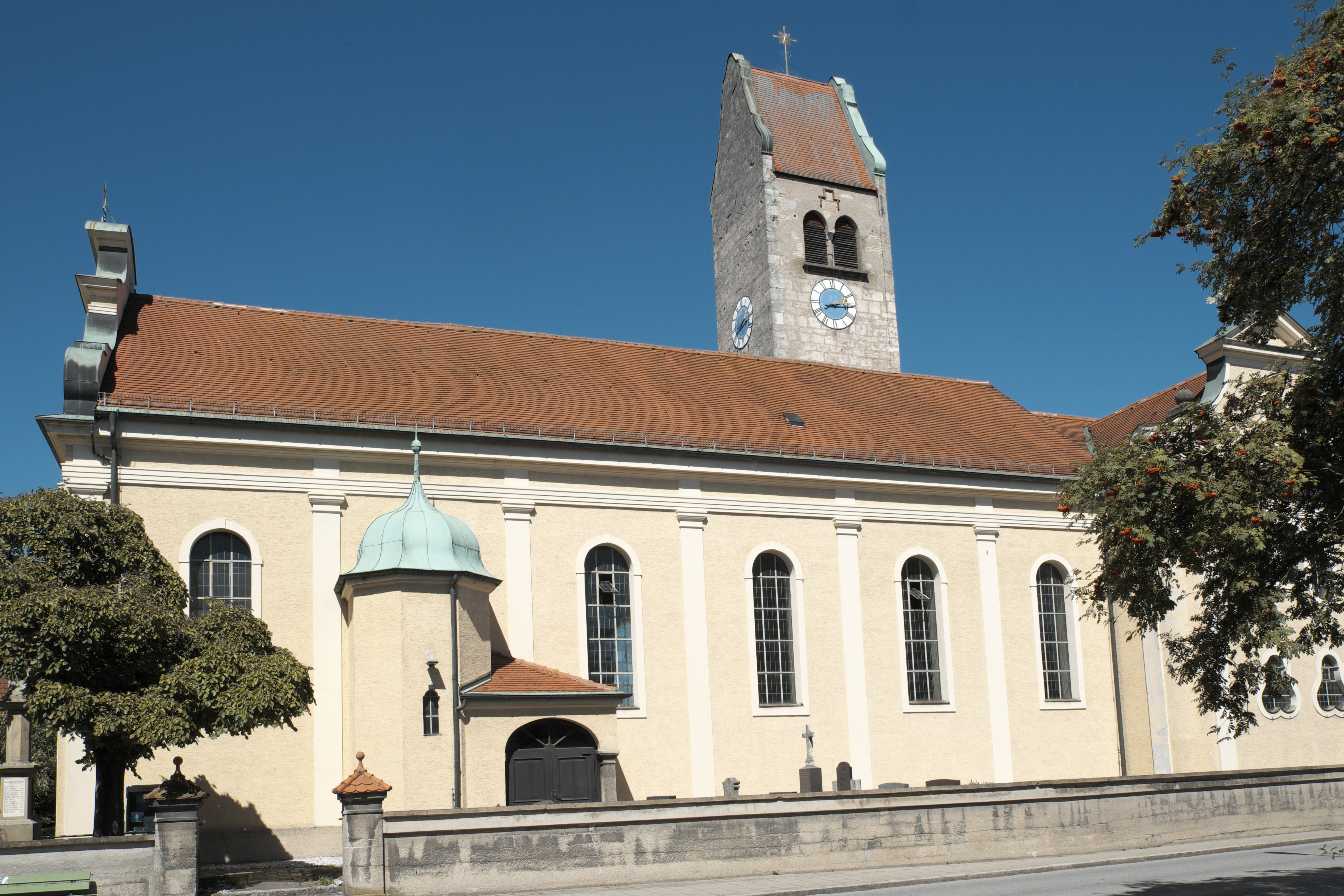
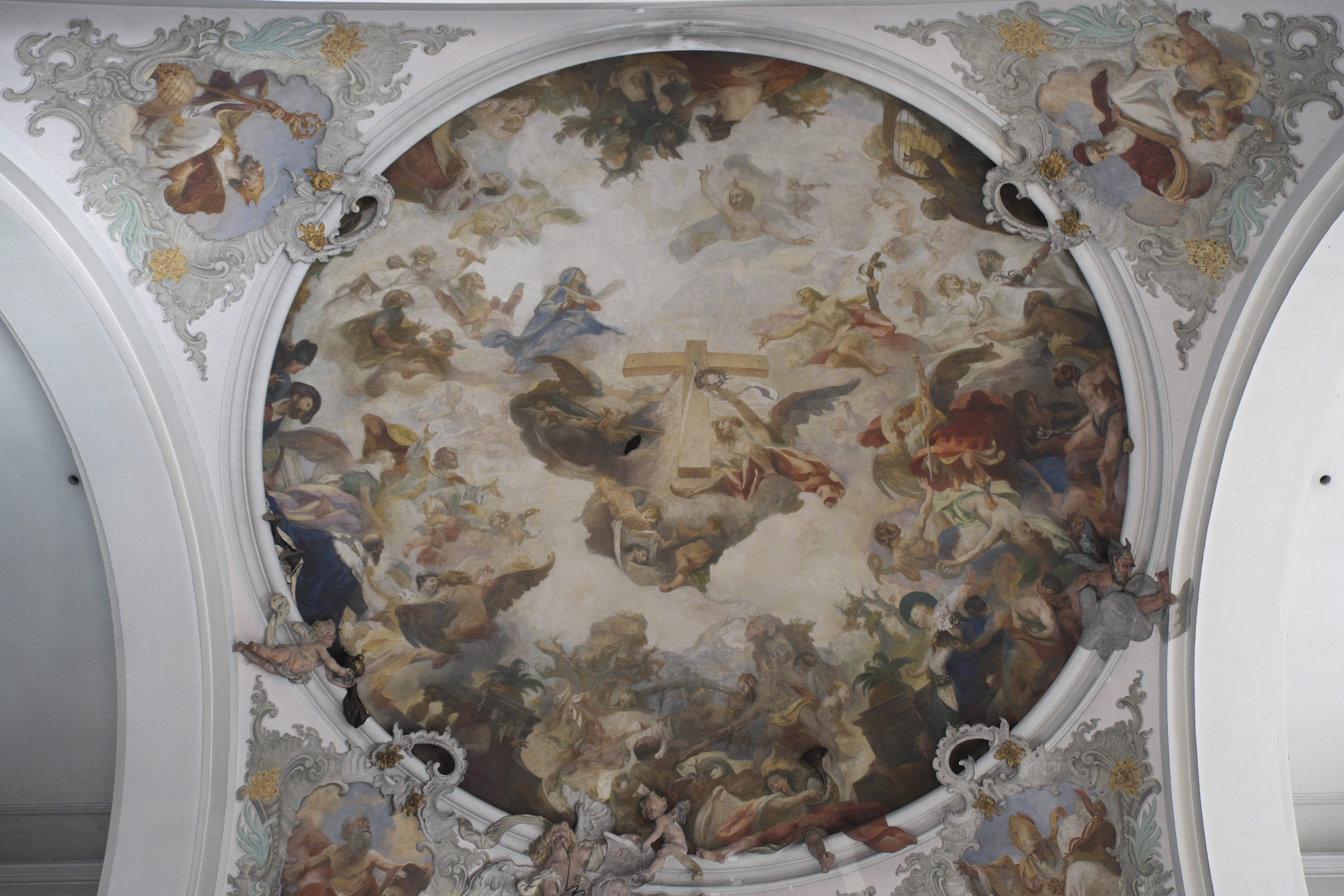
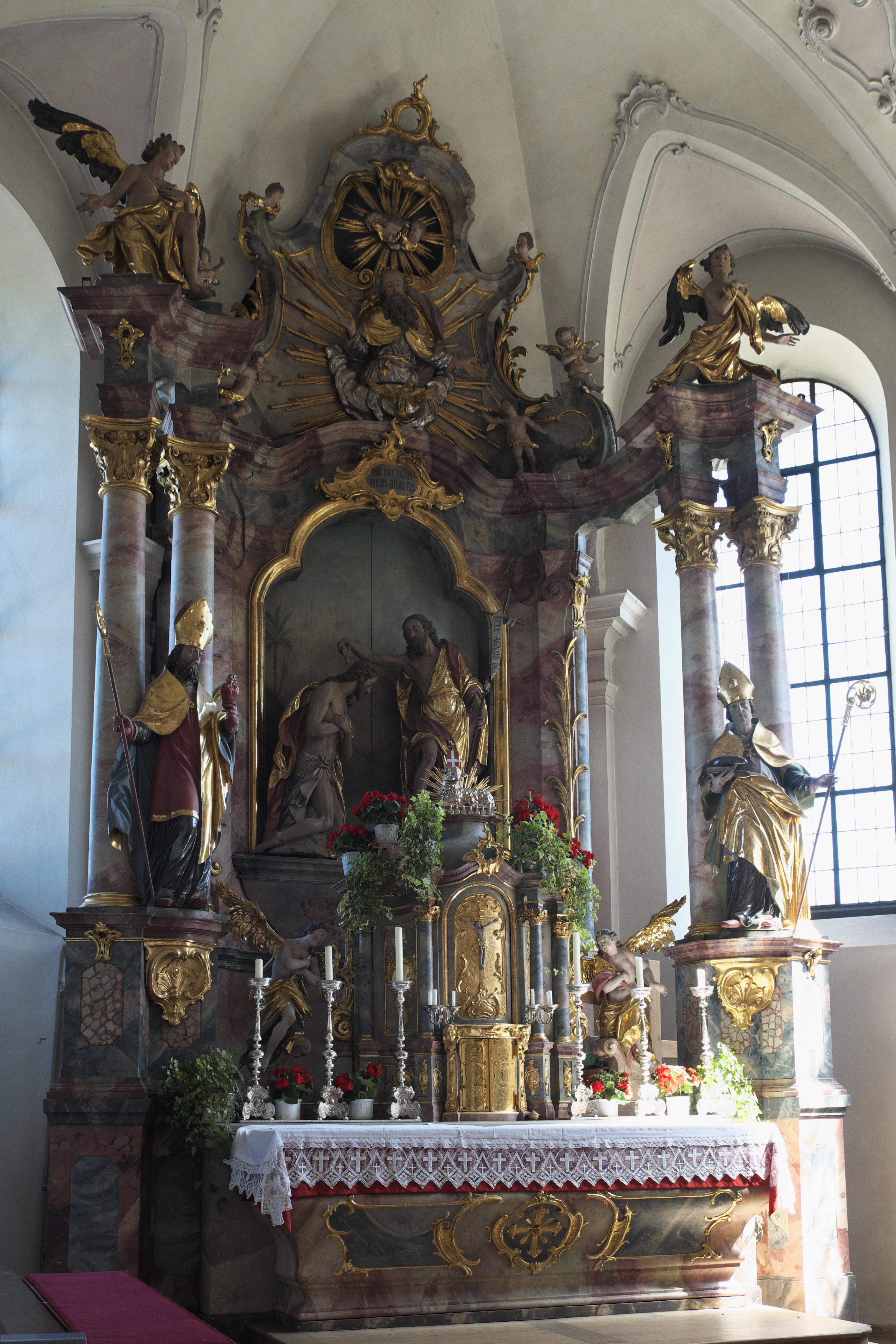
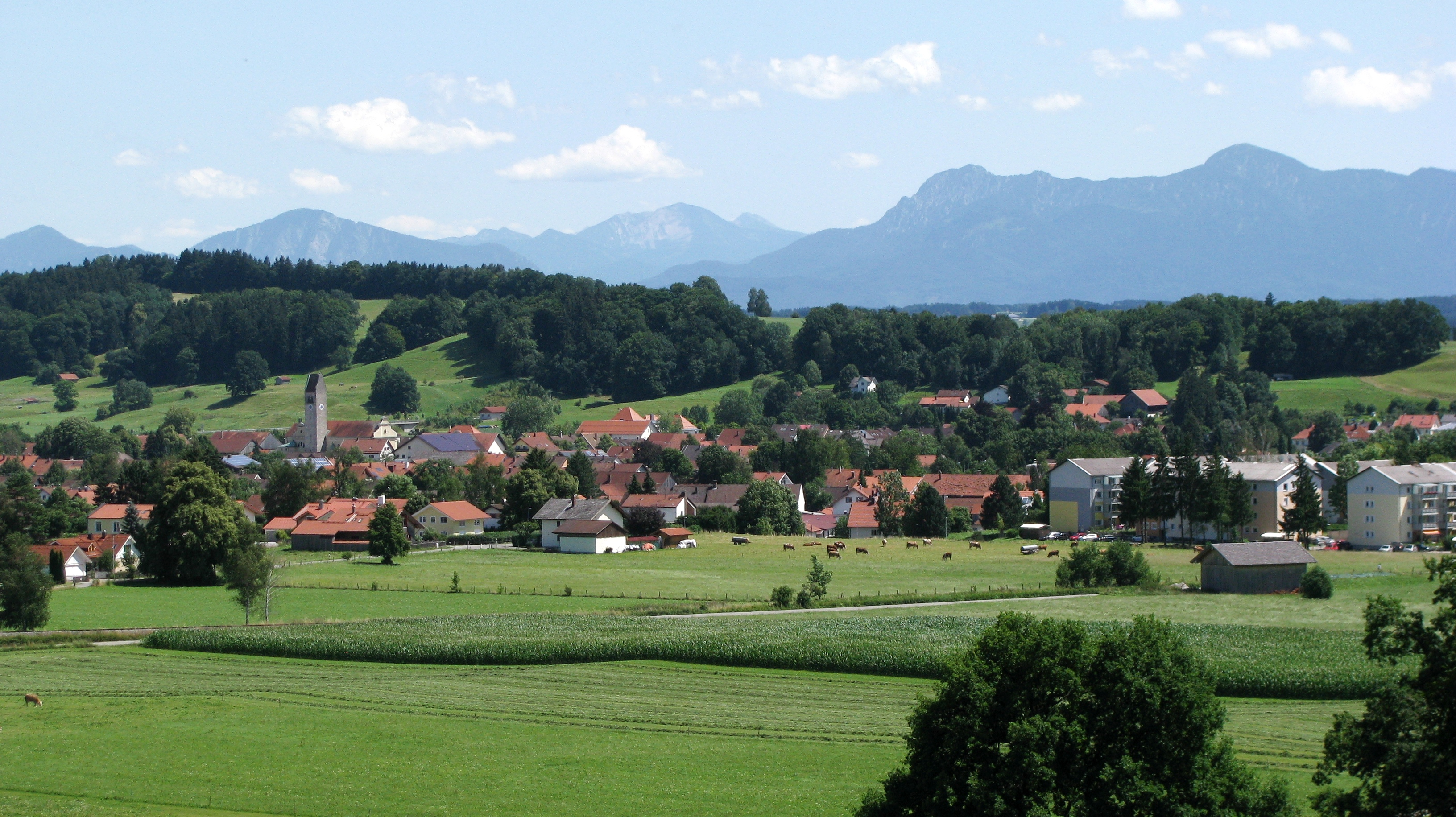
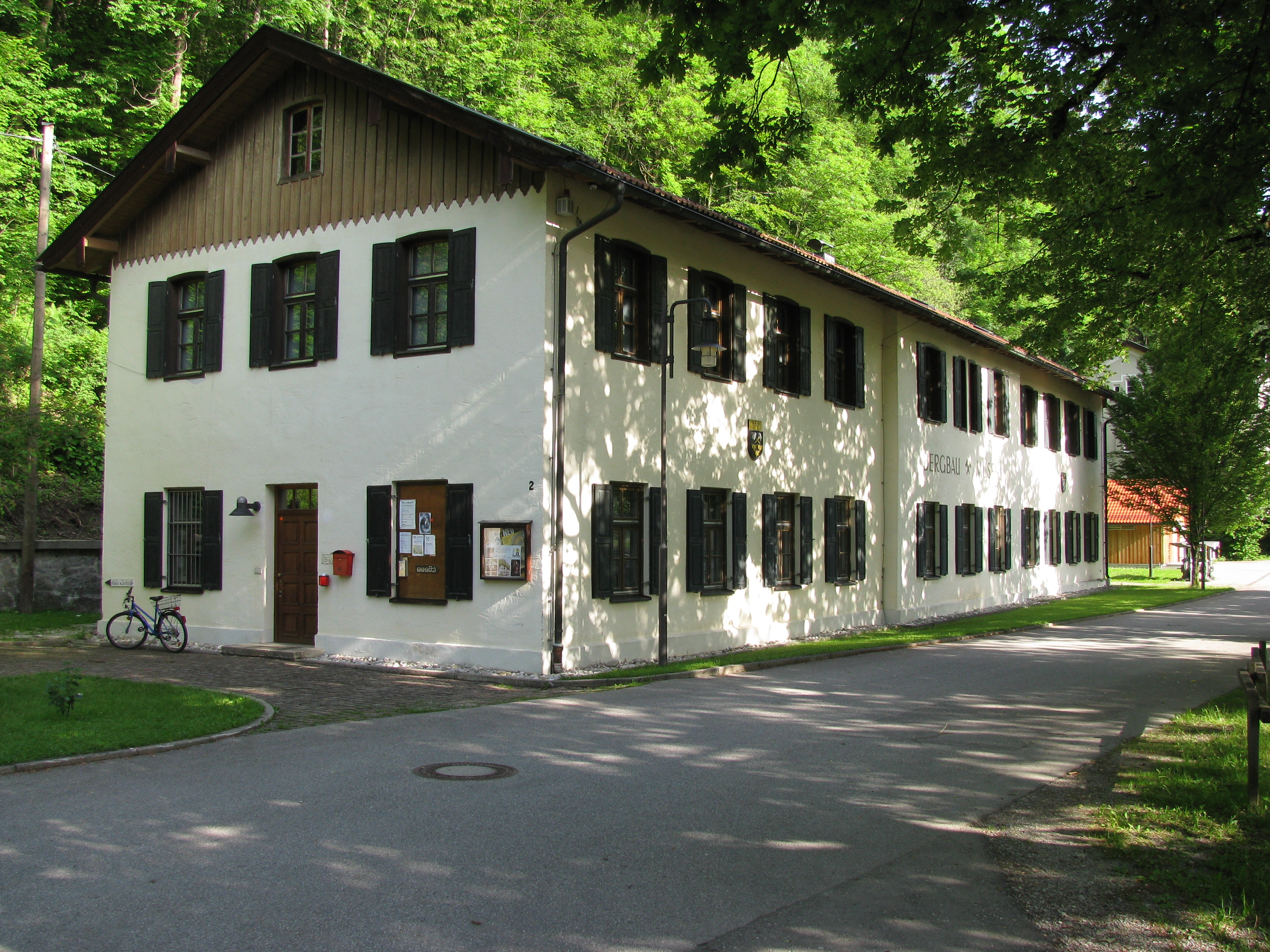